# Wim Schermerhorn
Willem "Wim" Schermerhorn (17. prosince 1894 – 10. března 1977) byl nizozemský sociálnědemokratický politik. V letech 1945–1946 byl premiérem Nizozemska. Byl historicky prvním nizozemským ministerským předsedou z řad nizozemské Strany práce (Partij van de Arbeid). Byl prvním premiérem v nizozemské historii, který si dovolil jmenovat politické úředníky na ministerstvech a v kabinetu (měli přezdívku "Schermerboys"). Za války se podílel na hnutí odporu proti nacistické okupaci, za což byl Němci i vězněn. Před zahájením politické kariéry byl profesorem na největší nizozemské technické univerzitě v Delftu (Technische Universiteit Delft), věnoval se zvláště kartografii.